# Enrique Mackay Gordon
Enrique (Henry) Mackay Gordon (Latheron, Caithness, 1797 - Córdoba, 6 de diciembre de 1870) fue un  médico de origen escocés, formado en la Universidad de Edimburgo, que ejerció su profesión en la provincia de Córdoba - Argentina, donde gozó de gran prestigio.

## Biografía
El doctor Enrique M. Gordon nació en Caithnesshire (Escocia), en 1797, hijo de John Gordon de Swinzie y de Emilia Robertson. Cursó los estudios en la Universidad de Edimburgo donde se recibió de médico en 1820. Llegó a Buenos Aires en 1826, casándose al año siguiente con Josefa Gache, perteneciente a una tradicional familia cordobesa. Pasó luego a la ciudad de Córdoba donde tuvo mucha actuación, ejerciendo la profesión con gran éxito, alcanzando respetable fama y mucha clientela.
Médico de gobierno en esa provincia, fue comisionado para efectuar la autopsia del cadáver del general Juan Facundo Quiroga. Hizo el reconocimiento del asesinado, instruyó el sumario y produjo el informe médico respectivo. Según el historiador Ramón J. Cárcano, Gordon lavó prolijamente el cadáver con vinagre, lo colocó en un cajón enviado por el gobierno, lo cubrió de polvo de cal, y luego lo hizo conducir a Córdoba en la misma galera de Barranca Yaco en la que había sido asesinado, custodiado por 23 hombres, Al año siguiente, cuando los restos fueron mandados a Buenos Aires por orden de Rosas, dice un documento que volvieron a ser examinados en presencia de los doctores Pastor y Gordon, quienes después de testificar que eran los del general, los prepararon convenientemente para que pudieran quedar a la expectación pública, sin perjuicios para la higiene.
En 1837, el gobernador Manuel López lo designó por dos años, con el sueldo de ochocientos pesos anuales, para que vigilara el estado sanitario de la población, y el 29 de agosto de ese año propuso la instalación de un establecimiento para vacunar. Al año siguiente, por orden de aquel marchó apresuradamente para atender al gobernador de Santa Fe Estanislao López, pero en el camino hacia el litoral, recibió la noticia de su deceso.
Íntimo amigo de Gardiner, cuando éste lo visitó en 1843, le dio cartas de recomendación para Santiago del Estero y Tucumán. Colaboró con él en la difusión de la Biblia, y a su paso en 1845, le informó que el clero de Córdoba había hecho una hoguera con las Biblias que él colocara en esa provincia. También fue amigo del médico y escritor Robert MacNish, con quien mantuvo asidua correspondencia.
Revalidó su título profesional en Buenos Aires en 1844, y cuatro años después en Montevideo. En 1853, fue designado médico del gobierno, y en 1857, presidió el Tribunal de Medicina, fundando por esa época, un dispensario de vacunación. Durante la epidemia del cólera en 1867, siendo ya anciano, prestó importantes servicios, prodigándose en el cuidado de los enfermos. Murió en Córdoba, el 6 de diciembre de 1871.
Fue consuegro del gobernador Manuel López (a) Quebracho, cuyo hijo José Victorio casó con su hija Emilia Gordon, en 1851. Poco antes de su muerte, otra hija suya, Rosa, se casó con el Teniente Coronel Napoleón Berreaute.